# قائمة سفراء تايلاند في مصر
سفير تايلاند لدى مصر هو الممثل الرسمي لتايلاند لدى حكومة مصر. اللقب الرسمي للسفير هو السفير فوق العادة والمفوض لدى السفارة الملكية التايلاندية في مصر، والمنصب الرسمي هو السفارة الملكية التايلاندية في القاهرة. يشغل السفير الحالي منصب الدبلوماسي الرئيسي في جيبوتي والسودان وإثيوبيا في نفس الوقت.

## قائمة الممثلين الدبلوماسيين لمملكة تايلاند في مصر
| اتفاق دبلوماسي/مُحدد/تمكّن دبلوماسىالاعتماد الدبلوماسي بالتقويم الميلادي | الموعد الذي يبدأ في التقويم البوذي | إسم السفير بالعربية    | رئيس الوزراء التايلاندي | رئيس الدولة المصري | نهاية فترة     | نهاية فترة في التقويم البوذي |
| ---------------------------------------------------------------------- | ---------------------------------- | ---------------------- | ----------------------- | ------------------ | -------------- | ---------------------------- |
| 1955 يناير 12                                                          | 2503                               | لوانغ ديثاكار بختي     | فيبول سونغخرام          | غمال عبد الناصر    | 1962 يناير 01  | 2505                         |
| 1962 يناير 01                                                          | 2505                               | تيبكمول ديفاكولا       | ساريث ثناراجاة          | غمال عبد الناصر    | 1966 يناير 01  | 2509                         |
| 1966 يناير 01                                                          | 2509                               | بوسنا أربون كرايريكش   | ثانوم كيتيكاخورن        | غمال عبد الناصر    | 1968 يناير 01  | 2511                         |
| 1968 يناير 01                                                          | 2511                               | سومشي انومان راجادون   | ثانوم كيتيكاخورن        | غمال عبد الناصر    | 1972 يناير 01  | 2515                         |
| 1972 يناير 01                                                          | 2515                               | نيبون ويليرات          | ثانوم كيتيكاخورن        | أنور السادات       | 1975 مايو 26   | 2518                         |
| 1975 مايو 26                                                           | 2518                               | النثور السوانساراني    | سيني براموج             | أنور السادات       | 1979 أبريل 30  | 2522                         |
| 1979 يونيو 17                                                          | 2522                               | كريينغساك سيريمونغكون  | كريانجسك تشومانان       | أنور السادات       | 1979 ديسمبر 18 | 2522                         |
| 1980 سبتمبر 08                                                         | 2523                               | سكرى غاجاسيني          | بريم تينسولانوندا       | أنور السادات       | 1985 يونيو 05  | 2528                         |
| 1985 يونيو 11                                                          | 2528                               | تشامرات تشومفوفون      | بريم تينسولانوندا       | حسني مبارك         | 1988 نوفمبر 23 | 2531                         |
| 1989 يناير 10                                                          | 2532                               | تشوهي كاسيمسار         | تشاتشي تشونهان          | حسني مبارك         | 1906 ديسمبر 08 | 2534                         |
| 1991 يناير 06                                                          | 2534                               | رانغسان فخوليوثين      | أناند بانياراخون        | حسني مبارك         | 1994 نوفمبر 16 | 2537                         |
| 1994 ديسمبر 11                                                         | 2537                               | (بونثان) (بيراشونيتشي) | مثل (كرابريون)          | حسني مبارك         | 1999 يناير 29  | 2542                         |
| 1999 مارس 07                                                           | 2542                               | وراويث كانيتاسن        | تشوان ليكباي            | حسني مبارك         | 2003 ديسمبر 12 | 2546                         |
| 2004 يناير 08                                                          | 2547                               | "كاريفات سانتابوترا"   | ثاكسين شيناواترا        | حسني مبارك         | 2006 أبريل 06  | 2549                         |
| 2006 أبريل 06                                                          | 2549                               | نوببادون تيبتاك        | سوريوسيد تشولانونت      | حسني مبارك         | 2010 مارس 23   | 2553                         |
| 2010 أبريل 06                                                          | 2553                               | تشاليت مانيتيكول       | ساماك سوندارافيج        | حسني مبارك         | 2014 أكتوبر 10 | 2557                         |
| 2014 أكتوبر 16                                                         | 2557                               | بيراساك تشانتافارين    | (برايوت تشان تشا)       | عبد الفتاح السيسي  | 2011 سبتمبر 30 | 2559                         |
| 2017 مارس 20                                                           | 2560                               | (شينرونغ كيراتيوتوانغ) | (برايوت تشان تشا)       | عبد الفتاح السيسي  |                |                              |